# Ahuilteotl
Ahuilteotl es en la mitología mexica, la personificación de todos los vicios, en particular el placer sexual desmesurado. La divinidad de los vagabundos y de las cosas innecesarias, sus hijos eran los espíritus llamados Ahuiateteo. Sus símbolos son el alacrán y el coyote por su asociación con las pasiones desatadas, la rapacidad y el apetito sexual desenfrenado.